# 四十日抗爭

四十日抗爭（日语：／ Yonjyūnichi kōsō）是指1979年日本的自由民主黨因為在眾議院議員總選舉中失利而造成的黨內派閥抗爭。是自民黨史上最嚴重的一次黨內對立。抗爭從當年10月7日的眾議院選舉開始，到11月20日大平內閣全部組成，總共約40日，因而被稱為「四十日抗爭」。

## 背景
1978年自民黨總裁選舉，福田赳夫破壞大福密約，競逐總裁連任，結果被大平正芳打敗，被迫退出第二輪總裁選舉投票。自此以後，福田期待他日能重登相位。
1979年10月7日舉行的眾議院議員總選舉中，自民黨遭遇前所未有的失敗，只取得248個議席，在追加公認10個議席之後，才以微弱優勢保住半數。福田派、三木派和中曾根派要求首相大平正芳像1976年的三木武夫一樣為選舉敗北引咎辭職。
不過大平得到黨內最大派閥田中派的支持，表示不打算引退，也不承認選舉失敗，「勉強過半數也是過半數」。他自信在黨議會總會上的投票能夠取勝。而面對由福田、三木、中曾根三大派閥和中川集團等組成的反主流派以脫離自民黨組織新黨為威逼，主流派的田中派和大平派也提出了與中道政黨成立連立政權的可能性。

## 黨內抗爭
10月30日，國會特別會議召開。會議決定大平內閣必須總辭職，並由議會選舉首相。
為了對抗主流派，10月31日，反主流派成立了「自民黨改進會」，意圖以此瓦解主流派。11月1日，福田赳夫、三木武夫、中曾根康弘三人舉行了會談，決定由福田赳夫為首相人選的統一候補者。
自民黨的元老西村英一副總裁曾經為調停黨內對立而四處奔走，他和福田、三木、中曾根舉行了多次會談，福田提出「總理、總裁分離案」或者「設定政權期限」，如果大平肯同意此方案的話，那麼他就肯和大平談判。不過在經過多番的思量之後，大平最終沒有同意，調解的希望亦告吹。
11月2日，「自民黨改進會」總會召開，共有151人參加（包括115名眾議員和36名參議員），總會確認了推舉福田赳夫為首相候補者。同一天，主流派在自民黨執行部也舉行了議員總會，不過會場已經被反主流派的人占據，少壯派議員們和秘書團的人守在黨執行部會場的入口處，用桌椅堆起「街壘」，阻止主流派議員的進入。主流派的一名長老濱田幸一議員與反主流派交涉未果，於是將那些強行桌椅拆除，雙方驟起肢體衝突，這一幕被電視直播至日本全國。最終反主流派撤走，主流派議員進入會場，總共有197人參加會議（包括120名眾議員和76名參議員），會議決定推舉大平正芳為首相候選者。就這樣，自民黨有史以來第一次同時推舉不同的兩名首相候選者。
之後的4天里，兩派人馬進行了多次的接觸，也提出了多個妥協方案，包括「大平總理，福田總裁」和「明年1月舉行黨總裁公選，大平體制維持到明年1月」等，但是仍然得不到共識。一個政黨國會上的首相指名選舉中分裂成兩派針鋒相對已成定局。

## 議會首相選舉
11月6日，國會正式舉行內閣總理大臣指名選舉。在參議院的投票中，大平和社會黨的飛鳥田一雄進入第二輪投票，結果大平得勝。
不過眾議院投票才是關鍵，第一輪投票中，大平和福田在第一輪投票（大平135票，福田125票）中順利通過進入第二輪，在野黨都投了自己政黨的黨首。雖然在第一輪投票中，福田的得票稍微落後，但是他寄望於和他關係不錯的民社黨會投票支持，不過民社黨在第二輪投票中和其它在野黨一樣退席棄權；而大平和田中則早就策反了一些反主流派的議員，導致福田、三木、中曾根三派都有議員投票支持大平，連福田派的長老園田直也支持大平；此外，大平還從第一輪投票起就獲得了關鍵小黨新自由俱樂部的支持。
最終結果是大平獲得138票，福田獲得121票，大平得以繼續擔任首相。反主流派的倒大平運動失敗。

### 眾議院第一輪投票
| 候選人     | 黨派         | 得票 | 備注           |
| ---------- | ------------ | ---- | -------------- |
| 大平正芳   | 自由民主黨   | 135  | 進入第二輪投票 |
| 福田赳夫   | 自由民主黨   | 125  | 進入第二輪投票 |
| 飛鳥田一雄 | 日本社會黨   | 107  | 退出           |
| 竹入義勝   | 公明黨       | 58   | 退出           |
| 宮本顯治   | 日本共產黨   | 41   | 退出           |
| 佐佐木良作 | 民社黨       | 36   | 退出           |
| 田英夫     | 社會民主連合 | 2    | 退出           |
| 無效票     | -            | 7    | -              |

### 眾議院第二輪投票
| 候選人   | 黨派                 | 得票 | 備注 |
| -------- | -------------------- | ---- | ---- |
| 大平正芳 | 自由民主黨（大平派） | 138  | 當選 |
| 福田赳夫 | 自由民主黨（福田派） | 121  |      |
| 無效票   | -                    | 252  |      |

#### 保守派議員投票一覽
| 派閥         | 大平正芳 | 福田赳夫 | 無效票            |
| ------------ | --- | --- | ----------------- |
| 大平派       | 全50人 | － | －                |
| 田中派       | 全48人 | － | －                |
| 福田派       | 園田直 | 49人 | －                |
| 中曾根派     | 越智伊平 大石千八 木村武千代 野中英二 武藤嘉文                                                                         | 34人 | －                |
| 三木派       | 有馬元治 鯨岡兵輔 鹽谷一夫 地崎宇三郎                                                                                  | 三木武夫 井出一太郎 田中伊三次 石田博英 赤城宗德 河本敏夫 加藤常太郎 森山欽司 丹羽兵助 毛利松平 澀谷直蔵 海部俊樹 藤井勝志 伊藤宗一郎 野呂恭一 大西正男 谷川和穗 菅波茂 坂本三十次 橋口隆 近藤鉄雄 森美秀 山下德夫 志賀節 辻英雄 | 北川石松 工藤嚴   |
| 中川集團     | － | 長谷川四郎 松澤雄藏 長谷川峻 中川一郎 古屋亨 中村弘海 石原慎太郎 上草義輝 高橋辰夫 | －                |
| 旧水田派     | 大野明 三原朝雄 中山正暉                                                                                               | 佐藤文生 稻村左近四郎 | －                |
| 旧椎名派     | 綿貫民輔 | 荒船清十郎 | －                |
| 旧石井派     | 坂田道太 | － | －                |
| 無派閥       | 內海英男 奥野誠亮 粕谷茂 鴨田利太郎 木村俊夫 小坂德三郎 佐藤信二 竹內黎一 濱田幸一 藤田義光 船田元 古井喜實 渡邊美智雄 | 相澤英之 小坂善太郎 椎名素夫 根本龍太郎 | －                |
| 自由國民會議 | 田原隆 | － | －                |
| 新自由俱樂部 | 田川誠一 山口敏夫 河野洋平 田島衛                                                                                      | － | －                |
| 無黨派       | 田中角榮 橋本登美三郎 渡部正郎                                                                                         | 佐藤孝行 | 灘尾弘吉 西岡武夫 |

## 組閣紛爭
11月7日，大平開始其第二屆的首相任期，並組建新內閣，內閣依然奉行派閥均衡的原則，反主流派在內閣中占有相當的分量。不過大平推遲決定「黨三役」（自民黨幹事長、總務會長、政調會長），他沒有和反主流派的派閥領袖商量，就突然致電兩個反主流派的新生代實力人物——櫻內義雄（中曾根派）和安倍晉太郎（福田派），邀請二人分別出任幹事長和政調會長。大平這一舉動使反主流派措手不及，櫻內和安倍不敢即時答復，連忙召開「自民黨改進會」會議進行討論，最後他們接受了大平的邀請。
新自由俱樂部在關鍵的時刻支持大平，所以大平原本打算邀請新自由俱樂部的幹事長田川誠一出任文部大臣，不到遭到反主流派的強烈反對。因而組閣時大平只能先自己兼任文部大臣，最後在11月20日，決定由自民党谷垣專一擔任，內閣至此全部組成。這才結束了「四十日抗爭」。

## 后續
四十日抗爭雖然沒有使自民黨分裂，但是已經令黨內出現嚴重的裂縫。福田派、三木派和中曾根派繼續進行反大平·田中的鬥爭，他們和中川集團等成立了「自民黨刷新聯盟」，和黨執行部唱反調，以致政府許多重要議案得不到通過。
大平雖然保住了首相職位，但是其位置已經變得很不穩固。1980年5月，在野社會黨提出了對大平內閣的不信任動議，本來基本沒有可能通過的動議在福田派和三木派的議員缺席下意外獲得通過。大平被迫再次解散眾議院提前大選。一個月後，大平因心臟病突然逝世。因而有人評論，大平「四十日抗爭」的勝利是要用生命換來的。

## 外部連結
- 眾議院大會議事記錄
- 參議院大會議事記錄